# Amaseno
Amaseno ist eine italienische Stadt in der Region Latium, Provinz Frosinone in Mittelitalien mit 4082 Einwohnern (Stand 31. Dezember 2023). Sie liegt 30 km südlich von Frosinone und 100 km südöstlich von Rom. Bis 1872 hieß der Ort San Lorenzo del Valle.
|  |

## Geographie
Amaseno liegt im Valle d'Amaseno, in dem der gleichnamige Fluss entspringt, in den Monti Ausoni. Es ist Mitglied der Comunità Montana Monti Lepini, Ausoni e Valliva.
Die Nachbargemeinden sind Castro dei Volsci, Monte San Biagio (LT), Prossedi (LT), Roccasecca dei Volsci (LT), Sonnino (LT), Vallecorsa und Villa Santo Stefano.

## Geschichte
Auch wenn einige archäologische Funde im Tal des Amaseno gemacht wurden, liegt die Geschichte des Ortes in der Antike im Dunklen. 1125 wird das Castrum Sancti Laurentii erstmals schriftlich erwähnt. Der Ort San Lorenzo wurde 1165 von Friedrich Barbarossa im Kampf gegen Papst Alexander III. niedergebrannt. In der Folge kam es an die Familien der Grafen von Ceccano, Caetani, Königin Johanna II. von Neapel und Colonna bis 1816. San Lorenzo hatte auch immer Bedeutung als Festung an der Grenze des Kirchenstaats zum Königreich Neapel. 1872 wurde es nach dem das Gemeindegebiet durchfließenden Fluss in Amaseno umbenannt.

## Bevölkerungsentwicklung
| Jahr      | 1881 | 1901 | 1921 | 1936 | 1951 | 1971 | 1991 | 2001 | 2011 |
| Einwohner | 1810 | 2144 | 2917 | 3972 | 4647 | 3821 | 4110 | 4228 | 4313 |

Quelle ISTAT

## Politik
Antonio Como (PD) wurde 2013 zum Bürgermeister gewählt und am 10. Juni 2018 im Amt bestätigt. Seine linke Bürgerliste Per Amaseno stellt mit 8 von 12 Sitzen die Mehrheit im Gemeinderat.
Er löste Giannantonio Boni (PD) ab, der 2003 zum Bürgermeister gewählt und im April 2008 im Amt bestätigt wurde, 2013 jedoch nicht mehr kandidierte.

## Sehenswürdigkeiten

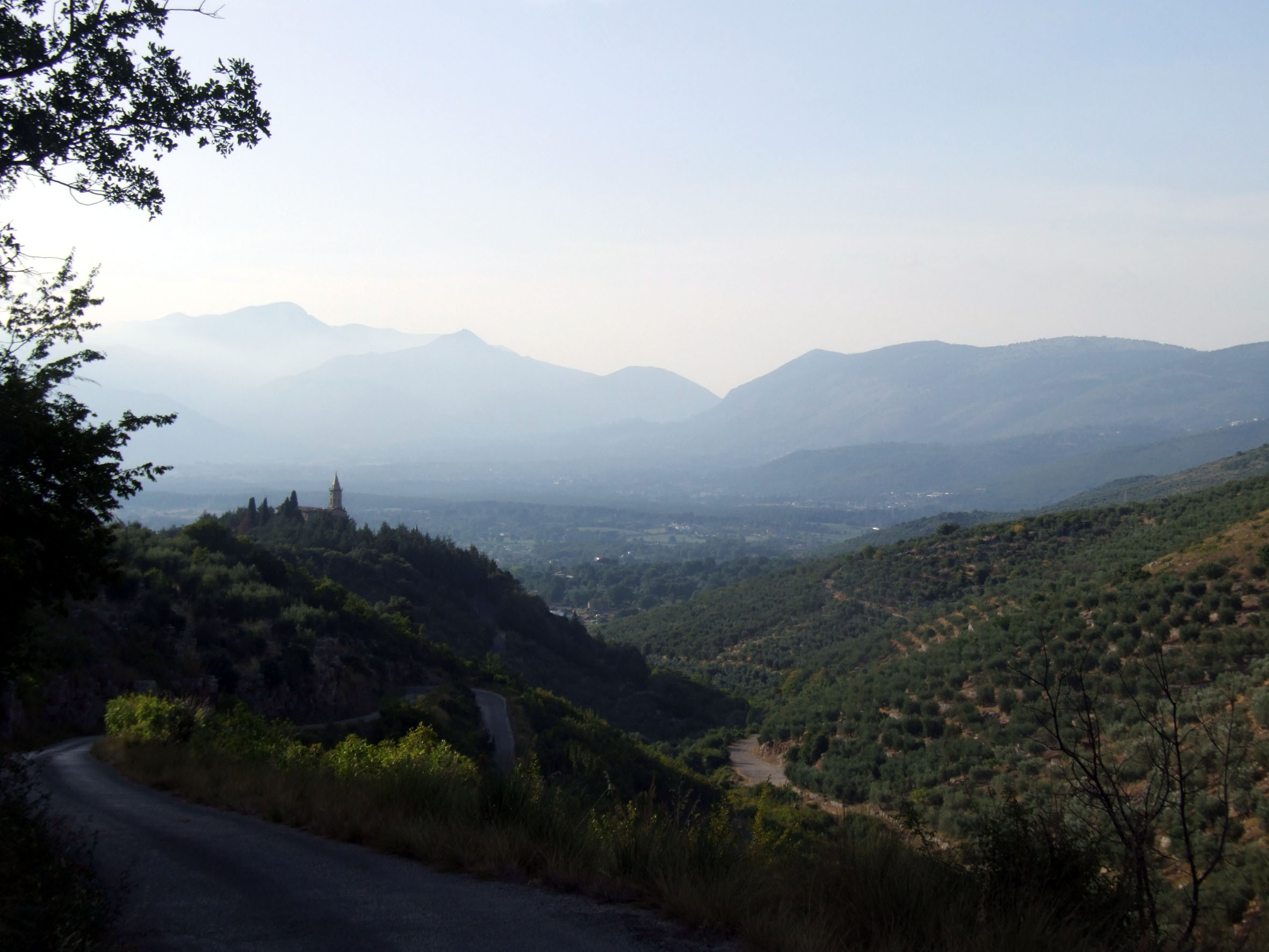
Santa Maria dell’Auricola

- In der verwinkelten Altstadt sind der Burgpalast der Colonna und die Ortsbefestigung mit ihren Türmen und Toren zu sehen.
- Die Pfarrkirche Santa Maria Assunta wurde bis 1177 über einem Vorgängerbau errichtet. Sie steht stilistisch in enger Verwandtschaft zur nahen Klosterkirche Fossanova und zeigt als Besonderheit eine Ampulle mit dem sogenannten Blut des heiligen Laurentius.
- Die Wallfahrtskirche Santa Maria dell’Auricola wurde über einer antiken Landvilla errichtet und gegen Ende des 19. Jahrhunderts grundlegend erneuert. Es sind allerdings noch Fresken aus dem 14. bis 16. Jahrhundert erhalten.
- Außerdem sind die Kirchen San Pietro Apostolo, San Sebastiano, San Rocco und Santa Maria delle Grazie vorhanden.
- Im Westen von Amaseno steht über dem gleichnamigen Bach die einbogige römische Brücke des Ponte di Anello oder Aneglio, die allerdings ihren Überbau verloren hat.

## Blutwunder
In der Kirche Santa Maria Assunta wird als Reliquie in einem Glasfläschen Blut des Märtyrers Laurentius von Rom aufbewahrt. Jedes Jahr kurz vor dem Tag seines Martyriums, am 10. August, verflüssigt sich das eingetrocknete Blut für kurze Zeit. Die erste Erwähnung der Reliquie fand anlässlich der Weihe der Kirche 1177 statt. Die erste Verflüssigung ist jedoch erst in der Amtszeit von Papst Paul V., Anfang des 17. Jahrhunderts, dokumentiert. 1759 wurde das Blutwunder durch Clemens XIII. offiziell bestätigt.
siehe auch: Blutwunder des San Gennaro

## Kulinarische Spezialitäten
Amaseno ist besonders bekannt für den Büffelmozzarella sowie weitere Büffelprodukte.